# Lionel Belmondo
Pour les articles homonymes, voir Belmondo.
Lionel Belmondo, né le 19 août 1963 à Hyères (Var), est un saxophoniste, flutiste, compositeur et arrangeur français de jazz. Il remporte en 2004 et en 2006 plusieurs prix aux Victoires du jazz avec son frère Stéphane Belmondo.

## Biographie

### Jeunesse
Lionel Belmondo naît à Hyères et grandit dans un environnement musical. Son père, Yvan Belmondo est saxophoniste de métier et directeur de l’école de musique locale, dans le petit village varois de Solliès-Toucas. Il leur inculque l’exigence et le goût pour de nombreux styles de musique. 
Stéphane, le frère cadet de Lionel est également musicien. Les deux frères ont appris à jouer en famille et ont souvent l'occasion de jouer ensemble. 
Ils font la connaissance du pianiste Michel Petrucciani avec lequel ils découvrent les grands musiciens du jazz moderne.
Lionel Belmondo commence son apprentissage musical au piano puis rapidement adopte le saxophone pour instrument principal. Parmi ses influences musicales, il y a en particulier les saxophonistes John Coltrane, Yusef Lateef et Dexter Gordon.
En 1982, Lionel Belmondo crée, lors son service militaire dans l'armée de l'air, un big band au sein de la musique de la 4ᵉ Région aérienne. Il accède à 19 ans à la direction de l’école de musique du centre-Var et trois ans plus tard, il monte l'orchestre départemental du Var avec l’appui de son père. En 1987, il crée le premier festival de jazz d’Hyères, dont la programmation fait progressivement cohabiter les talents régionaux et des musiciens renommés du jazz comme le joueur d'harmonica et guitariste Toots Thielemans ainsi que le pianiste Horace Silver,.

### Carrière musicale
Lionel Belmondo se produit régulièrement dans les clubs parisiens, notamment au Bilboquet avec son frère qu’il retrouve dans le quintet du contrebassiste Pierre Boussaguet et au sein duquel participe aussi le jeune pianiste Jacky Terrasson. 
En 1990, Lionel marche dans les pas de son frère Stéphane et décide de s'installer lui aussi à Paris. Il rejoint à son tour les rangs de l'orchestre du compositeur Michel Legrand qui le fait participer à plusieurs séances d’enregistrement de bandes-son de films. 
L’année suivante, le saxophoniste est engagé par le trompettiste Éric Le Lann dans un quintet qui comprend le pianiste Jean-Michel Pilc et le bassiste Richard Bona. Ils effectuent plusieurs tournées à l’étranger, notamment sur le continent africain, avec le trompettiste breton. 
Lionel Belmondo crée en 1992 avec le saxophoniste François Théberge le Big Band Belmondo qui se produit les lundis soir au club de jazz parisien le Duc des Lombards. Il prend aussi part au Big One de Jean-Michel Pilc et au quintet du batteur Simon Goubert dans lequel joue aussi son frère Stéphane.

### Le quintet des frères Belmondo

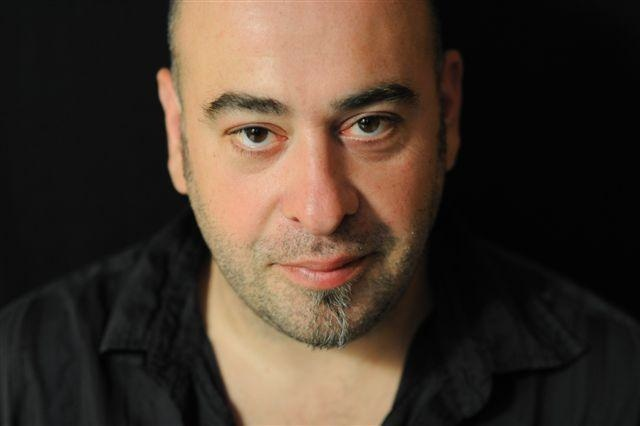
Stéphane en 2009, le frère de Lionel Belmondo.

En 1993, les frères Belmondo décident de se retrouver pour former un quintet sous leur nom et pour lequel Lionel décide de se consacrer exclusivement. Le groupe enregistre cette année-là son premier album, Lionel y interprète des morceaux au saxophone soprano. Au festival Jazz à Ramatuelle de 1993, il partage la même scène que les saxophonistes de renom, Johnny Griffin, Guy Lafitte et Lew Tabackin (en). 
L’année suivante, Lionel et Stéphane rejoignent le groupe de la chanteuse Dee Dee Bridgewater qui a entrepris de rendre hommage au  pianiste Horace Silver, l’un des pionniers du hard bop. Silver participe également à l'enregistrement de deux morceaux et les frères Belmondo ont ainsi l'opportunité de côtoyer le pianiste en studio. L’album Love and Peace paraît sur le label Verve en 1995 et propose aussi la participation de l’organiste Jimmy Smith. À cette période le quintet réalise son second album, For All Friends, paru sur le label hollandais Challenge. À la fin de l’année 1994, l’Académie du jazz leur décerne le Prix Django-Reinhardt qui récompense le musicien français de l’année.
Le quintet effectue une tournée internationale aux côtés de Dee Dee Bridgewater pendant une année, qui le mène jusqu’aux scènes du Newport Jazz Festival ou du Carnegie Hall à New York. 

### Enseignement
Lionel Belmondo renoue ensuite avec l’enseignement en devenant professeur au conservatoire à rayonnement communal du 9e arrondissement de Paris (Conservatoire Nadia et Lili Boulanger). En 1996, en collaboration avec son ami François Théberge, sur une commande du festival Jazz à Ramatuelle, il écrit les arrangements pour cuivres et cordes pour un hommage à la musique du pianiste Bill Evans. L’harmonica de Toots Thielemans y tient le premier rôle, lui qui avait enregistré près de vingt ans plus tôt avec le pianiste américain.
À partir de 1997, Lionel assure la direction pédagogique de l’IACP, une école de musique à destination de futurs musiciens de jazz. Parallèlement à ses activités pédagogiques, Lionel Belmondo forme le groupe Sax Generations, un ensemble comprenant douze saxophones sans grand équivalent dans l’histoire du jazz. Il participe au septet du trompettiste Jean-Loup Longnon et contribue à animer l'orchestre de l’arrangeur Christophe Dal Sasso avec lequel il s’est produit au festival de Marciac, interprétant notamment une orchestration de A Love Supreme, un des principaux albums du saxophoniste John Coltrane. Le quintet des Belmondo fait paraître en 2001, un quatrième album, enregistré lors d'un concert à Bordeaux. 
De façon plus inattendue, les frères Belmondo se produisent aux côtés du DJ Frédéric Galliano, pionniers français des musiques électroniques, dans des tentatives expérimentales de rencontres du jazz avec les sonorités et les rythmes issus des nouvelles musiques underground. Deux disques parus sur le label F-Com illustrent cette rencontre.
Lionel Belmondo est également sollicité par le luthier Henri Selmer Paris pour contribuer à la mise au point d’une nouvelle gamme de saxophones (lancée en mars 2000), sous le nom Référence, qui est destinée à rivaliser avec les anciens instruments de haute facture comme les saxophones recherchés Balanced Action et Mark VI.

### Retour sur la scène jazz
En 2003, Lionel Belmondo décide de quitter l’enseignement. Le quintet continue d’occuper une place importante dans sa carrière comme en témoigne une tournée qui le conduit notamment sur la scène du JVC Jazz Festival à New York et celle du Festival International de Montréal. Son intérêt se porte également sur l’écriture et l’arrangement. Maître d’œuvre de l’Hymne au Soleil, un programme autour d’œuvres de compositeurs tels que Lili Boulanger et Maurice Duruflé, arrangé pour un ensemble de onze musiciens où se côtoient jazzmen et instrumentistes venus des grandes formations classiques. Lionel Belmondo explore le répertoire français à la charnière du XIXe et du XXe siècle. 

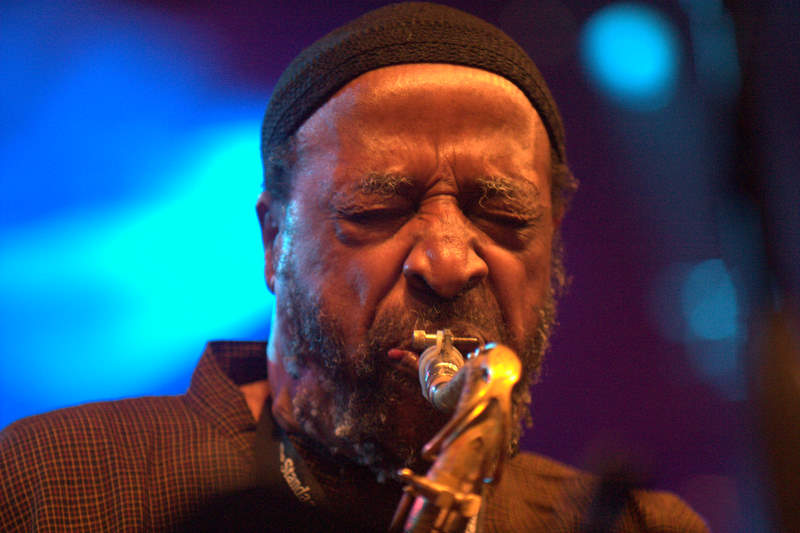
Yusef Lateef, participe à l'album Influence de Lionel Belmondo.

Il participe à l’arrangement de l'album Wonderland de son frère, sur des compositions de Stevie Wonder. L'album est récompensé en 2005 aux Victoires du jazz par le prix de meilleur album français de l'année et Artiste de l'Année. Lionel Belmondo poursuit également un projet commencé en 2003 et qui paraît en 2005 en format double-album intitulé Influence. L'album rassemble les musiciens de l’Hymne au Soleil, et intègre en plus de son frère la participation du saxophoniste Yusef Lateef, une influence importante pour Lionel et Stéphane Belmondo. Le double-album propose des œuvres méconnues du répertoire français et des compositions de Yusef Lateef, sur des arrangements de Lionel Belmondo et Christophe Dal Sasso. Il reçoit le prix de meilleur album français aux Victoires du jazz en 2006 et fait l'objet d'une tournée internationale.
En 2008, Lionel Belmondo rend hommage à une grande figure de la musique populaire brésilienne (MPB). Le chanteur et guitariste Milton Nascimento rejoint les frères Belmondo en studio pour interpréter certaines des compositions. Cette rencontre permet d'enregistrer l'album nommé Belmondo & Milton Nascimento (B-Flat Recordings/Discograph).
À l'occasion d'un concert sur l'île de La Réunion en octobre 2008, Lionel et le Belmondo Quintet enregistrent une version live des morceaux de Suite Infinity, enregistrés dix ans plus tôt pour le label Shaï et devenus introuvables. L'album Infinity Live sort en 2009.
En 2009, à l'occasion d'une résidence à La Coursive, scène nationale à la Rochelle, Lionel propose avec les musiciens classiques de l’Hymne au Soleil et les musiciens de jazz du quintet, une nouvelle orchestration d'œuvres de musiciens comme Gabriel Fauré, Erik Satie, Michel Grailler, Arnold Schönberg, Louis Vierne ainsi que des titres de Bill Evans et de Michel Petrucciani. L'enregistrement paraît en 2011 sous le titre Clair Obscur.
Lionel Belmondo enregistre désormais ses albums sur le label B-Flat Recordings qu’il a créé avec son frère.
En 2013, il participe à la semaine de jazz français au Jazzhus Montmartre à Copenhague au Danemark,.

## Récompenses
- 2004 : Victoires du jazz dans la catégorie Artiste ou formation instrumentale française de l'année
- 2004 : Victoires du jazz dans la catégorie Album jazz instrumental de l'année pour Hymne au soleil (B-Flat recordings/Discograph)
- 2004 : Victoires du jazz dans la catégorie Prix du public' pour Hymne au soleil
- 2006 : Victoires du jazz dans la catégorie Album jazz instrumental de l'année pour Influence (B-Flat recordings/Discograph)
- 2021 : Prix du disque français pour Brotherwood, Belmondo Quintet[5]

## Discographie
En leader
- Lionel Belmondo Trio, Plays European Standards[6], 2012, B-Flat recordings/Discograph
- Lionel Belmondo, ensemble Hymne au Soleil et les Chœurs nationaux de Lettonie, Des Clairières dans le ciel[7], 2011, (B-Flat Recordings/Discograph)
- Lionel Belmondo, Clair Obscur[8], 2011, (B-Flat Recordings/Discograph)
- Belmondo Quintet,  Brotherhood , 2021, B-Flat Recordings
- Belmondo Quintet, Infinity live, 2009, (B-Flat Recordings/Discograph)
- Belmondo et Milton Nascimento, 2008, (B-Flat Recordings/Discograph)
- Belmondo & Yusef Lateef, Influence, 2005, (B-Flat Recordings/Discograph)
- Belmondo, Hymne au Soleil, 2003, (B-Flat Recordings/Discograph)
- Belmondo Quintet, Live au Plana, 2001, Plana Prod
- Belmondo Quintet, Infinity, 1999, Shaï
- Belmondo Quintet, For All Friends, 1994, Challenge
- Lionel et Stéphane Belmondo Quintet, 1993, Jazz à Reims

En sideman
- Yael Naim, She was a boy, 2010, Tôt ou Tard
- Aldo Romano, Origine, 2010, Dreyfus jazz
- Avishai Cohen, Aurora, 2009, Blue note
- Boulou & Elios Ferré, Brothers to brothers, 2008, Harmonia Mundi
- Omar Sosa, Afreecanos, 2008, Otá Records/Harmonia Mundi
- Samy Thiebault, Gaya Scienza 2007, (B-Flat Recordings/Discograph)
- Boulou & Elios Ferré, Live in Montpellier, 2006, Le Chant du Monde-Harmonia Mundi
- Kayna Samet, Entre Deux Je, 2005, Barclay-Universal
- Stéphane Belmondo, Wonderland, 2004, (B-Flat Recordings/Discograph)
- Christophe Dal Sasso, Ouverture, 2004, Nocturne
- Jean-Marc Jafet, Douceur Lunaire, 2000, RDC Records
- Frédéric Galliano & Electronic Sextet, Live Infinis, 1998, F-Com
- Laurent Fickelson, Under The Sixth, 1998, Seventh
- Jean-Loup Longnon Septet, Bop Dreamer, 1998, Pygmalion
- Frédéric Galliano, Espaces Baroques, 1997, F-Com
- François Théberge, Asteur, 1997, Lazer Prod
- Gilles Naturel, Naturel, 1995, JMS
- Michel Legrand, Big Band, 1995, Verve
- Dee Dee Bridgewater, Love and Peace, A Tribute to Horace Silver, 1994, Verve
- Jean-Loup Longnon, Cyclades, 1994, JMS
- Simon Goubert, Couleurs de peaux, 1993, Seventh
- Jean-Michel Pilc, Big One, 1993, EMP
- Éric Le Lann, Cap Fréhel, 1993, Musidisc
- Michel Legrand, participation de Helen Merrill et Stéphane Grappelli, 1992, France Télécom (hors commerce)
- Les Petits Loups du Jazz, 1990, Enfance et Musique
- Johnnie & Jazz - Live in Paris, 1989, compilation sponsorisée par la marque Johnnie Walker